# Hunzenschwil
Hunzenschwil es una comuna suiza del cantón de Argovia, ubicada en el distrito de Lenzburg. Limita al norte con la comuna de Rupperswil, al este y sureste con Schafisheim, al suroesre con Gränichen, y al oeste con Suhr.